# Жилін Олександр Олексійович
Олександр Олексійович Жилін (1880 - не раніше 1949) - російський правознавець, ординарний професор Імператорського Санкт-Петербурзького університету, статский радник.

## Біографія
Походив із дворян Курської губернії. Старший брат Микола - член IV Державної думи від Київської губернії. Після закінчення Київської 1-й гімназії в 1898 році, вступив на юридичний факультет Університету св. Володимира, який закінчив в 1902 році з дипломом 1-го ступеня та золотою медаллю.
У 1905 році витримав магістерський іспит і був допущений до читання лекцій з іноземного державного права, як приват-доцента Університету св. Володимира.
У травні 1909 захистив дисертацію на ступінь магістра державного права під назвою «Відповідальність міністрів».
15 лютого 1910 року призначений виконуючим обов'язків екстраординарного професора кафедри енциклопедії та історії філософії права, з подальшим переходом  в колезькі радники.
У 1913 році захистив в університеті св. Володимира докторську дисертацію «Теорія союзної держави» й став статським радником. 28 травня 1913 року призначений екстраординарним професором Санкт-Петербурзького університету по кафедрі державного права. В університеті примикав до правої групи професорів. Крім того, був юрисконсультом при міністрі внутрішніх справ.
Після Лютневої революції був звільнений з посади професора відповідно до прохання і допущений до читання лекцій в якості приват-доцента. У 1918 році повернувся до Києва, де знову став викладати в Київському університеті.
В кінці 1920-х років переїхав до Одеси, з осені 1928 року викладав міжнародне право в Одеському інституті народного господарства.
Після румунської окупації Одеси в 1941 році, взяв участь в роботі реформованого Одеського університету і організованого при ньому Антикомуністичного інституту. Завідував кафедрою енциклопедії права, потім кафедрою публічного права. Представляв юридичний факультет в Сенаті університету. 
1944 року професор Жилін був евакуйований в Болгарію, а до 1949 року влаштувався з родиною в Буенос-Айресі. Подальша доля невідома. 